# Kronleuchtersaal in der Kölner Kanalisation

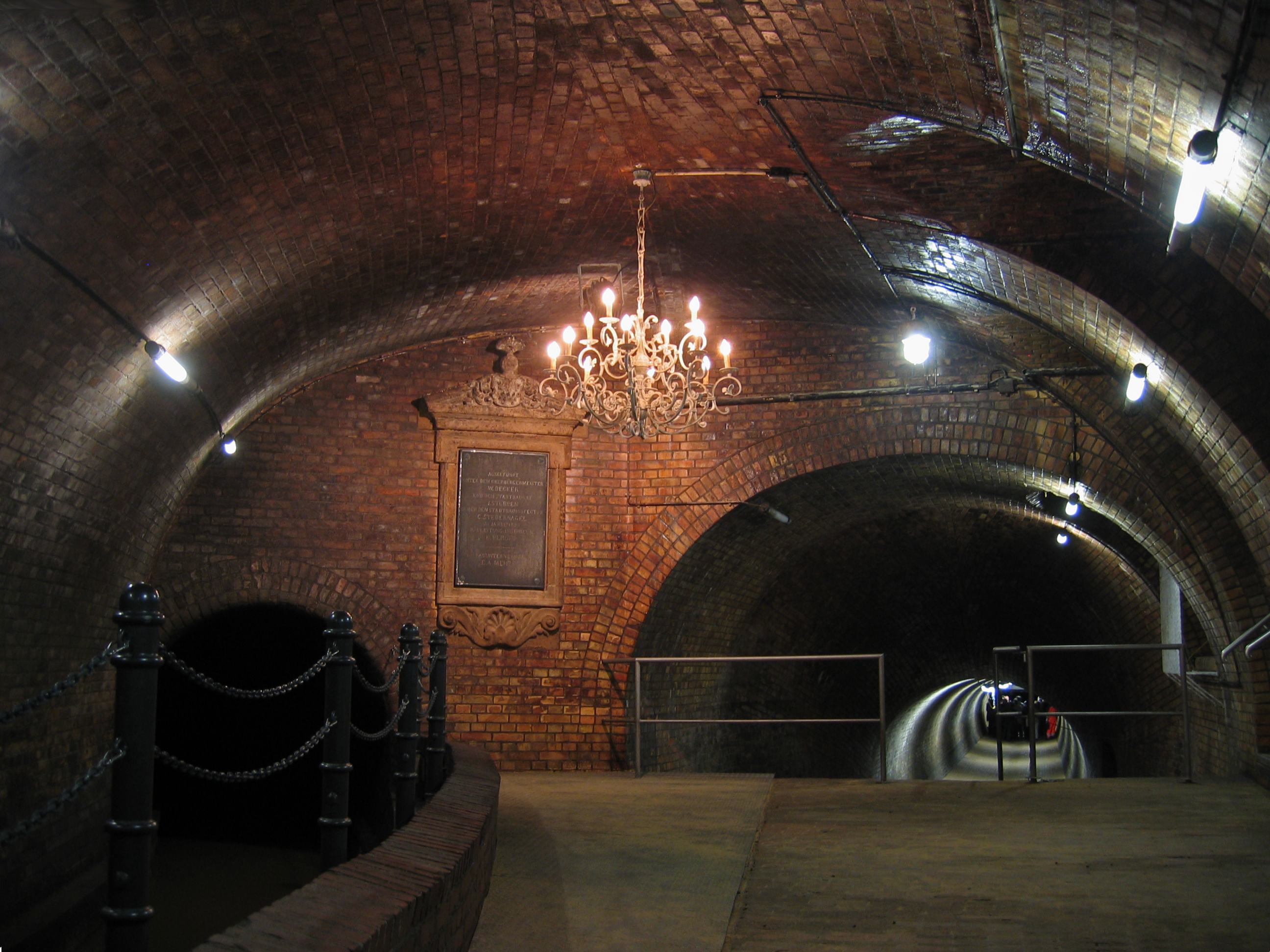
Kronleuchtersaal

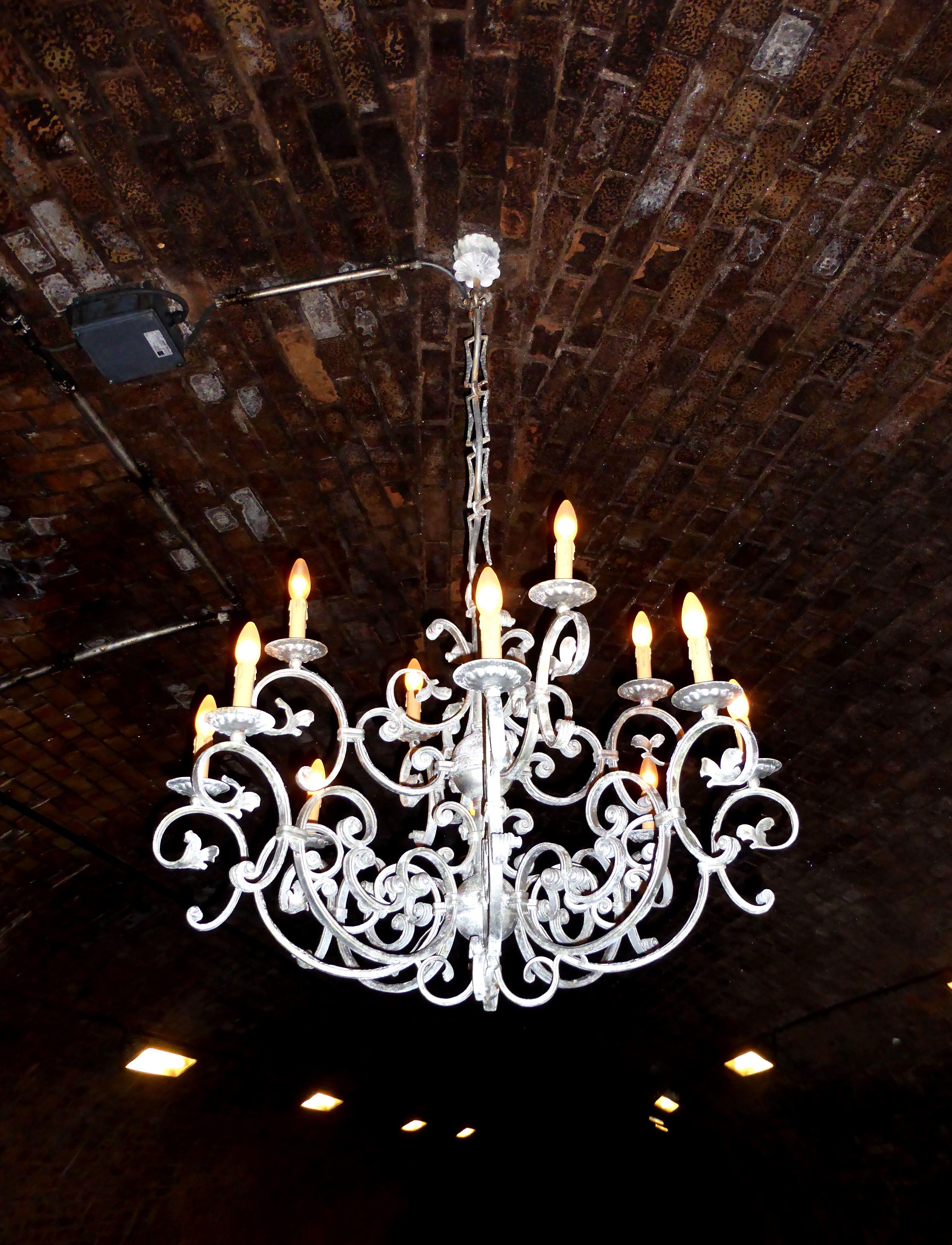
Der Kronleuchter

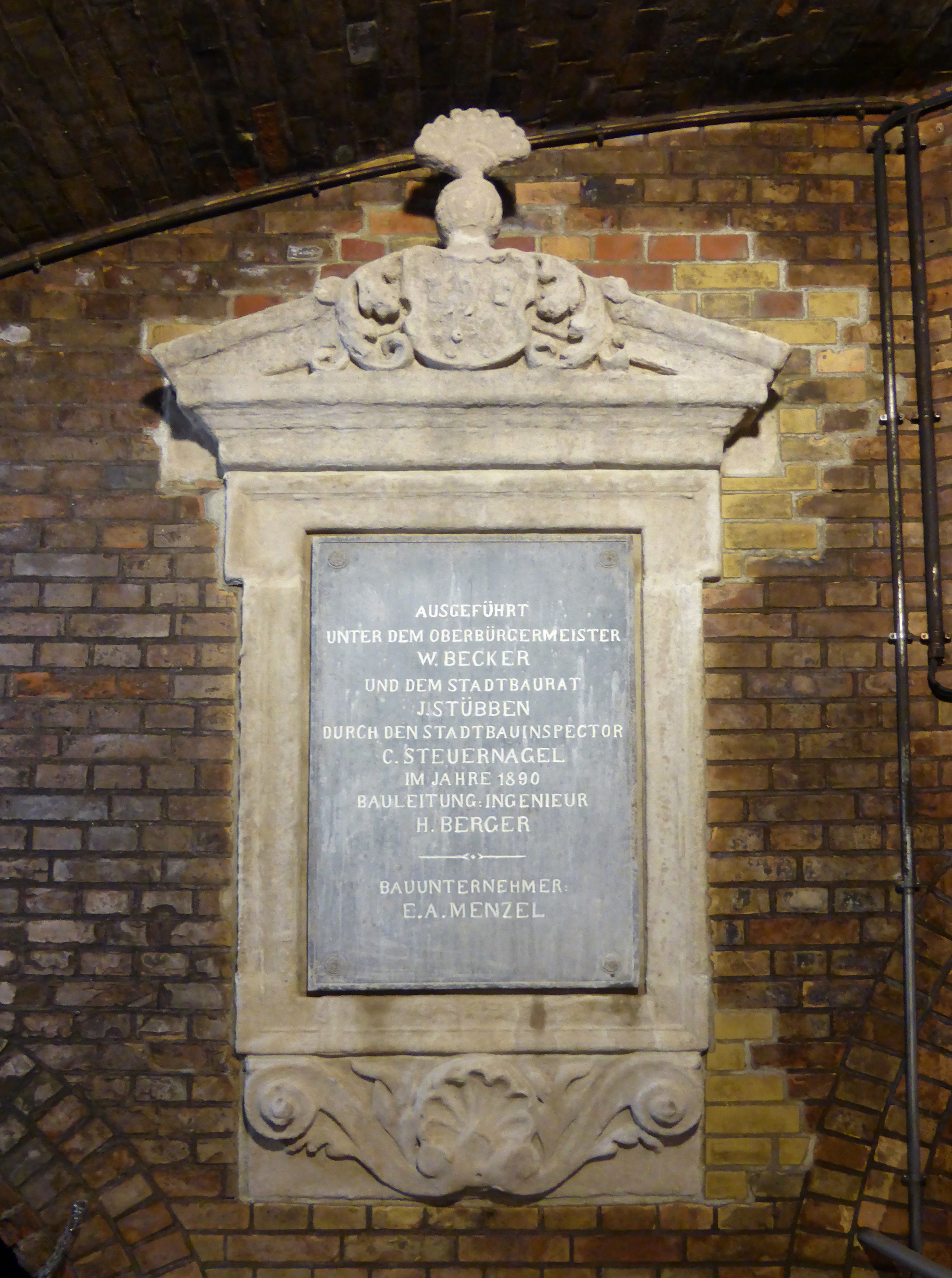
Gedenktafel

Der Kronleuchtersaal ist ein dreiseitiger und etwa 4,60 Meter hoher Raum in einem Bauwerk der Kölner Kanalisation. Zur Einweihung 1890 wurde der Raum mit zwei Kronleuchtern mit je sechs Kerzen geschmückt, weil Kaiser Wilhelm II. eingeladen war. Ende der 1980er-Jahre wurden die verrotteten Kronleuchter durch einen weiß gestrichenen elektrischen Kronleuchter ersetzt, der eigens für diesen Zweck originalgetreu nachgebaut wurde.
Der Abgang zum Kronleuchtersaal befindet sich unter einer grün gestrichenen Hydraulik-Bodenklappe in der Grünfläche nahe der nördlichen Kreuzung des Theodor-Heuss-Rings mit der Clever Straße in der Neustadt-Nord.

## Geschichte
Im Rahmen der Entwicklung der Neustadt ab 1881 wurde von Stadtbaumeister Josef Stübben und Stadtbaurat Carl Steuernagel ein Abwassersystem für Alt- und Neustadt geplant. Die Planungen standen auch im Zusammenhang der Verfüllung des seit 1813 bestehenden Sicherheitshafens auf dem Gebiet des heutigen Theodor-Heuss-Rings. 
Das Kanalisationssystem galt damals als technisch vorbildlich. Das Konzept sah einen Tiefsammler in Rheinufernähe, einen parallelen, höher gelegenen Hochsammler und einen Ringkanal zur Entwässerung der Altstadt vor. Im Kronleuchtersaal wurden Hochsammler und Ringkanal zusammengeführt und die Abwässer unter Clever und Amsterdamer Straße nach Norden zum ersten Kölner Klärwerk geführt. Während der Ringkanal offen im Bogen durch den Kronleuchtersaal führt, werden die Abwässer des Hochsammlers von unten in den Ringkanal geleitet.
Der Raum ist technisch gesehen auch ein „Regenentlastungsbauwerk“. Bei starkem Regen läuft der Ringkanal über die Mauer über und läuft durch den Raum in einen weiteren Kanal direkt zum Rhein.
Eine steinerne Gedenktafel erinnert im Kronleuchtersaal an die Inbetriebnahme durch Oberbürgermeister Friedrich Wilhelm von Becker 1890.

## Gegenwart
Das Bauwerk wurde im Zweiten Weltkrieg nicht beschädigt. Es präsentiert sich heute in einem hervorragenden Zustand und dient immer noch der ursprünglichen Aufgabe. Allerdings werden die Abwässer jetzt zum rechtsrheinischen Klärwerk in Stammheim geleitet.
Seit 2000 veranstalten die Kölner Stadtentwässerungsbetriebe im Kronleuchtersaal Führungen und Konzerte. Dabei wird die besondere Akustik der drei einmündenden Kanalröhren sowie der angrenzenden Gewölberäume genutzt. Der Aufenthalt im Kronleuchtersaal ist grundsätzlich nur bei permanenter Messung der Gasparameter erlaubt. Der Kronleuchtersaal steht seit dem 24. Juni 2004 unter Denkmalschutz.

## Bildergalerie

Noch 1890 befand sich an der Stelle des Kronleuchtersaals das Hafenbecken des Sicherheitshafens Köln
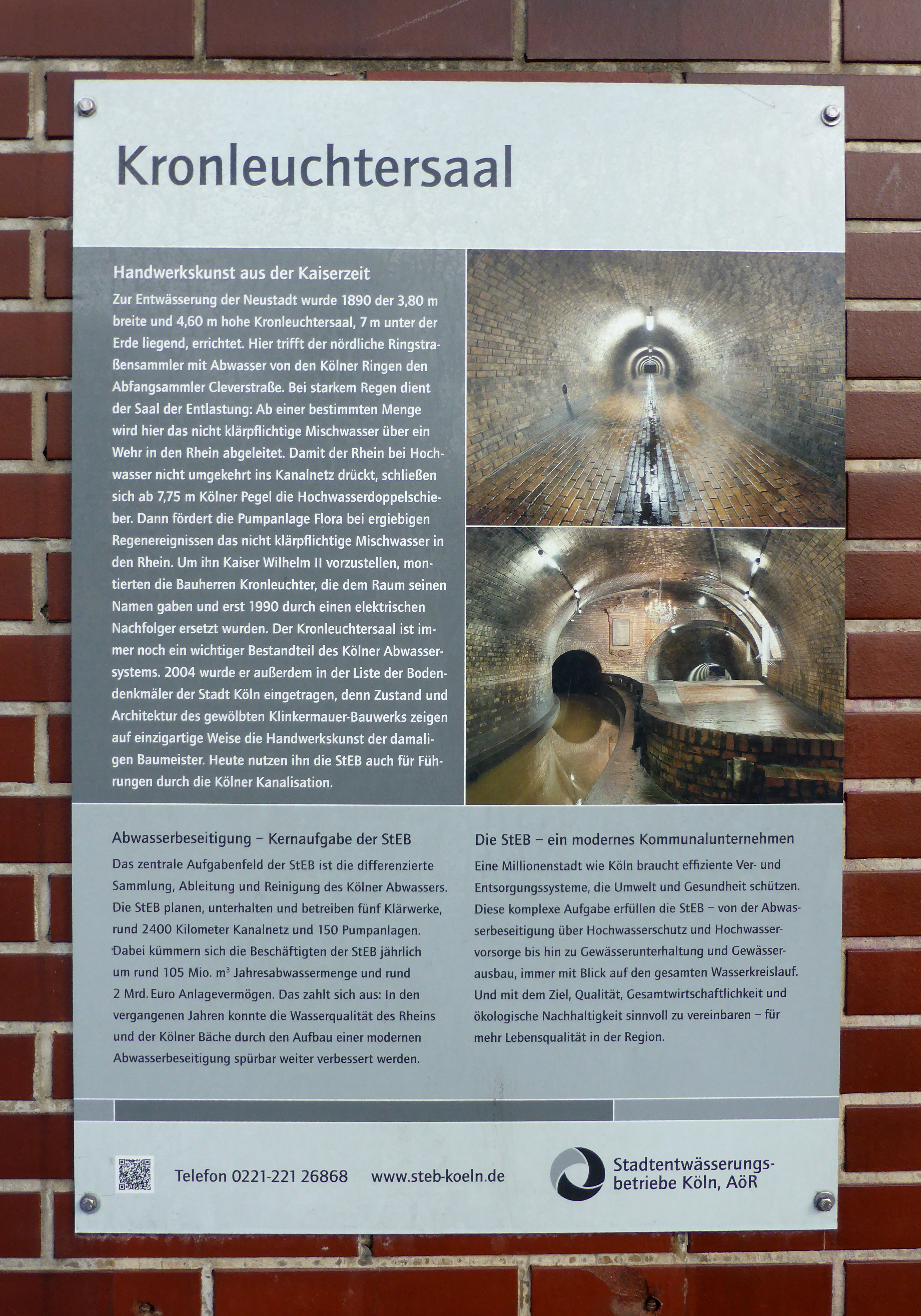
Infotafel
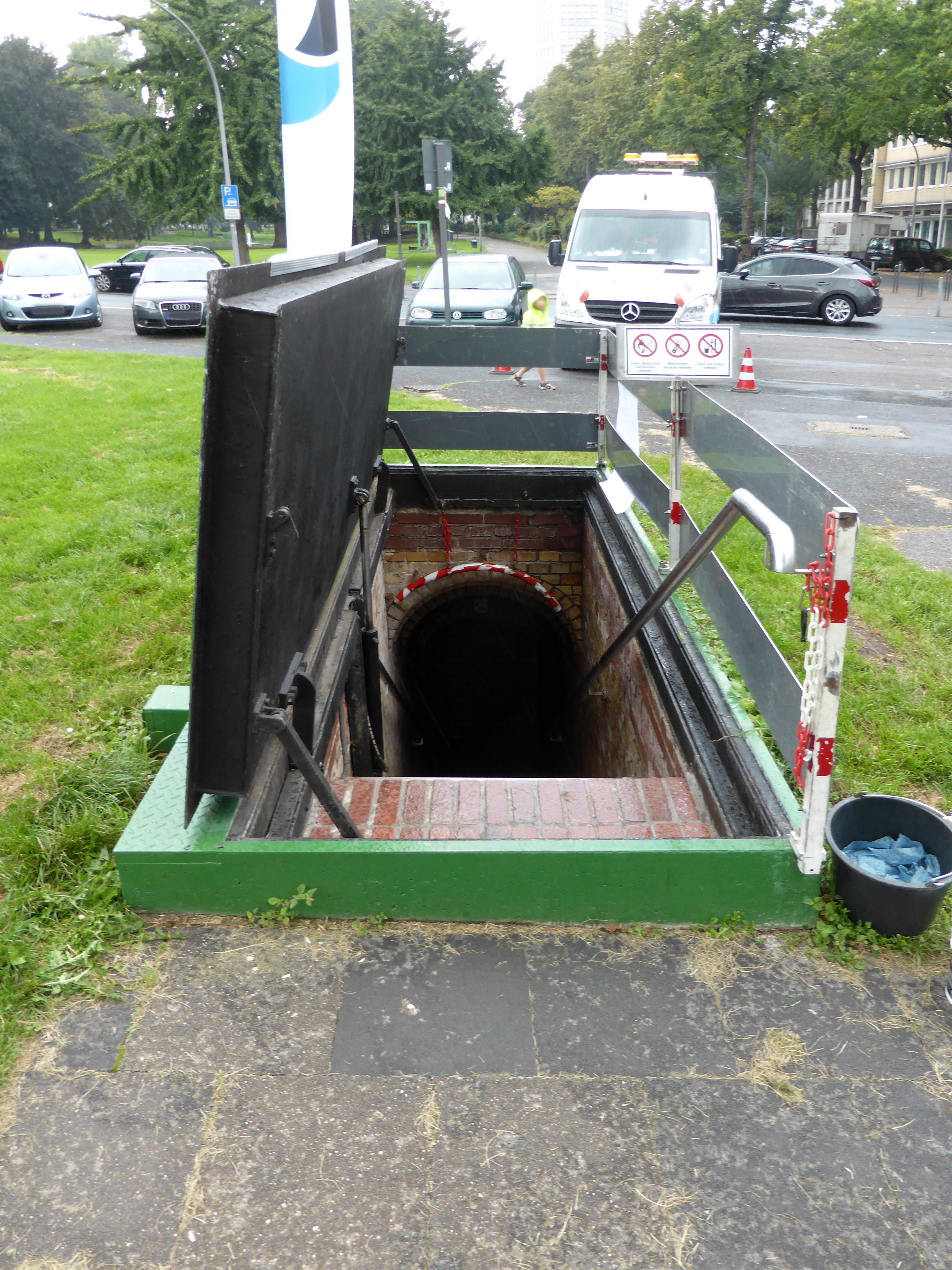
Zugang
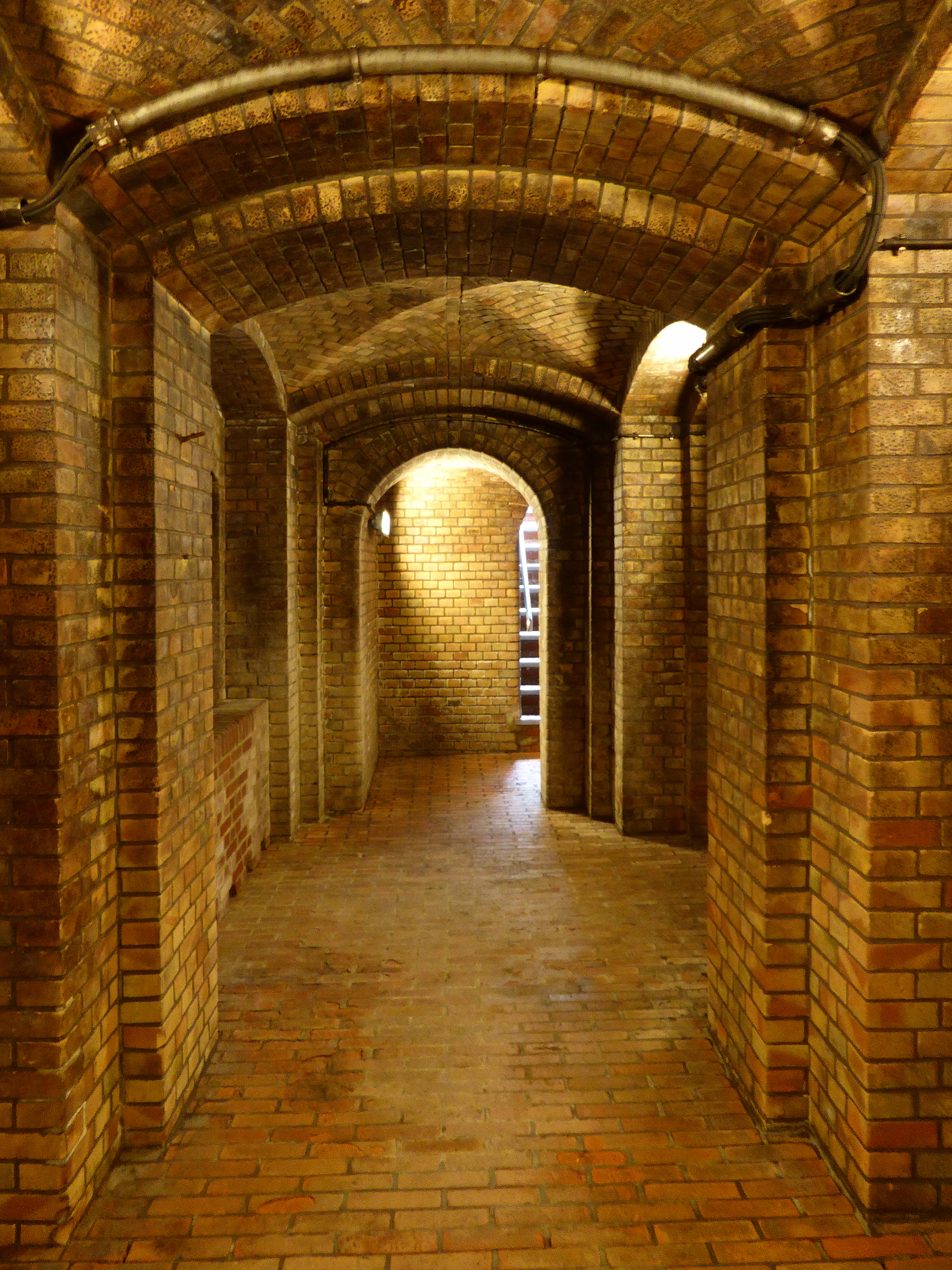
Eingangsbereich
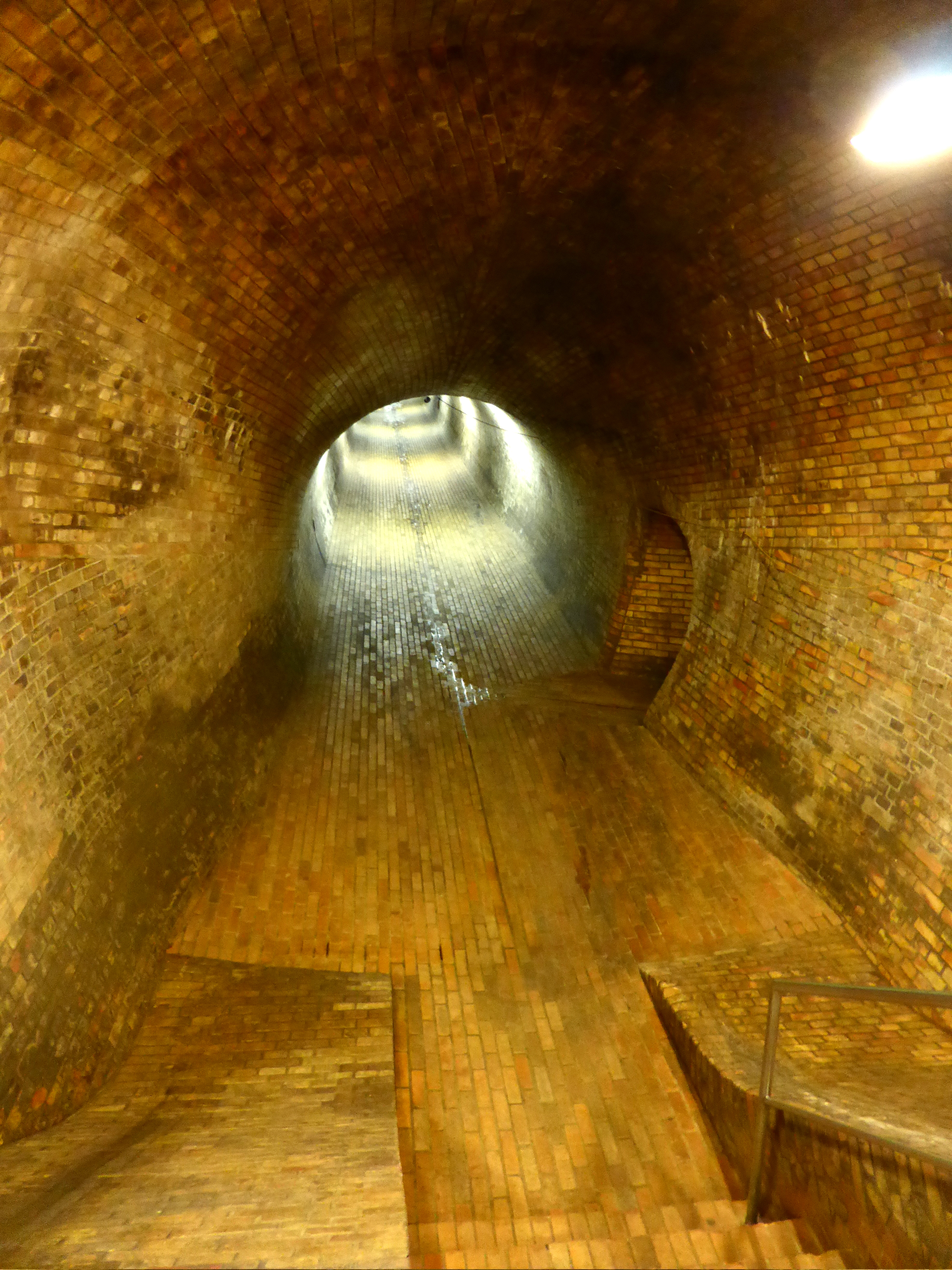
Regenwasserentlastung
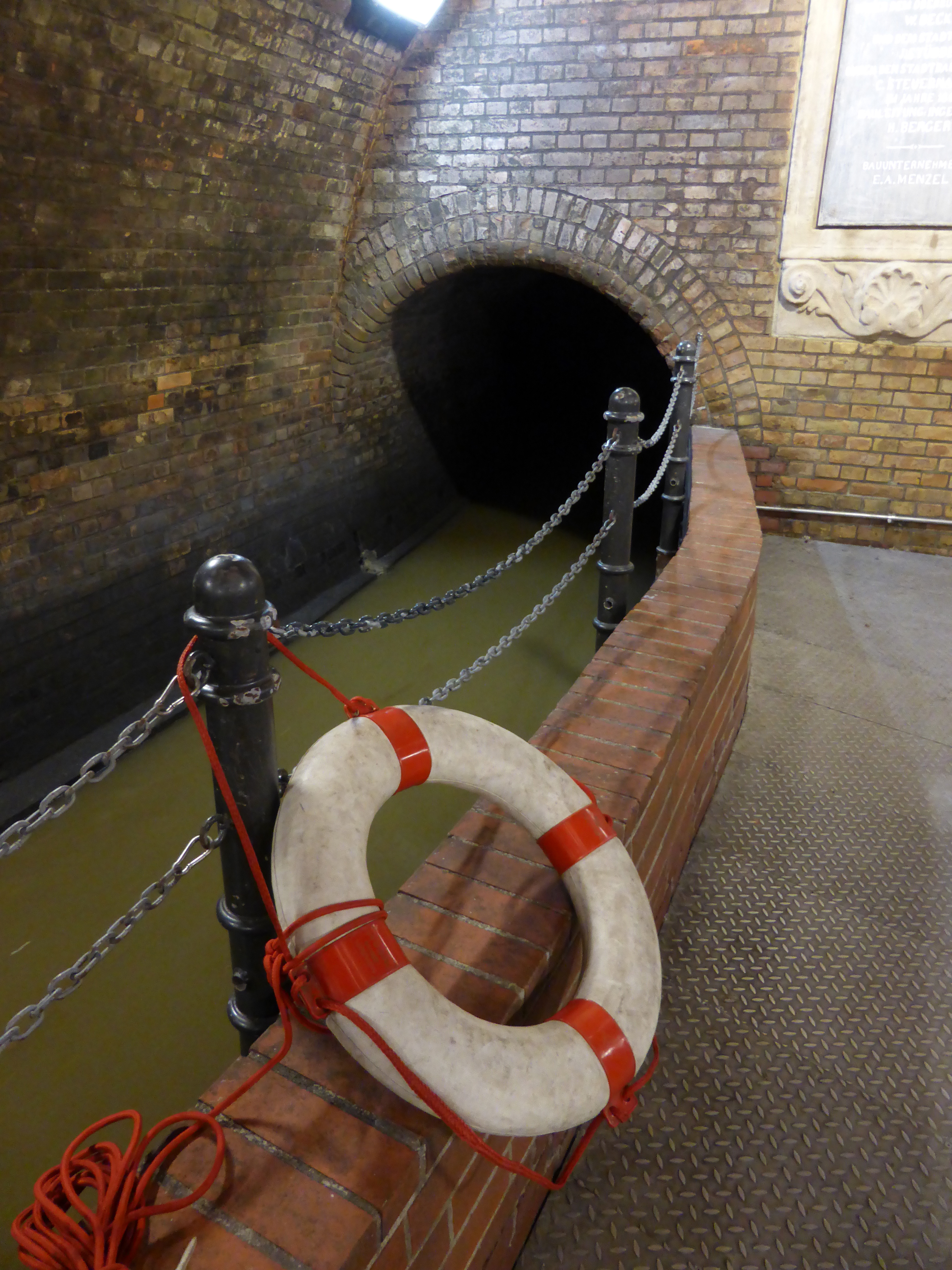
Abwasser-Ringkanal